# Xerotyphlops socotranus
Espèce
Synonymes
- Typhlops socotranus Boulenger, 1889

Statut de conservation UICN

 DD  : Données insuffisantes
Xerotyphlops socotranus est une espèce de serpents de la famille des Typhlopidae. 

## Répartition
Cette espèce est endémique de Socotra au Yémen.

## Publication originale
- Boulenger, 1889 : Descriptions of new Typhlopidæ in the British Museum. Annals and Magazine of Natural History, sér. 6, vol. 4, p. 360-363 (texte intégral).